# Drottsgården

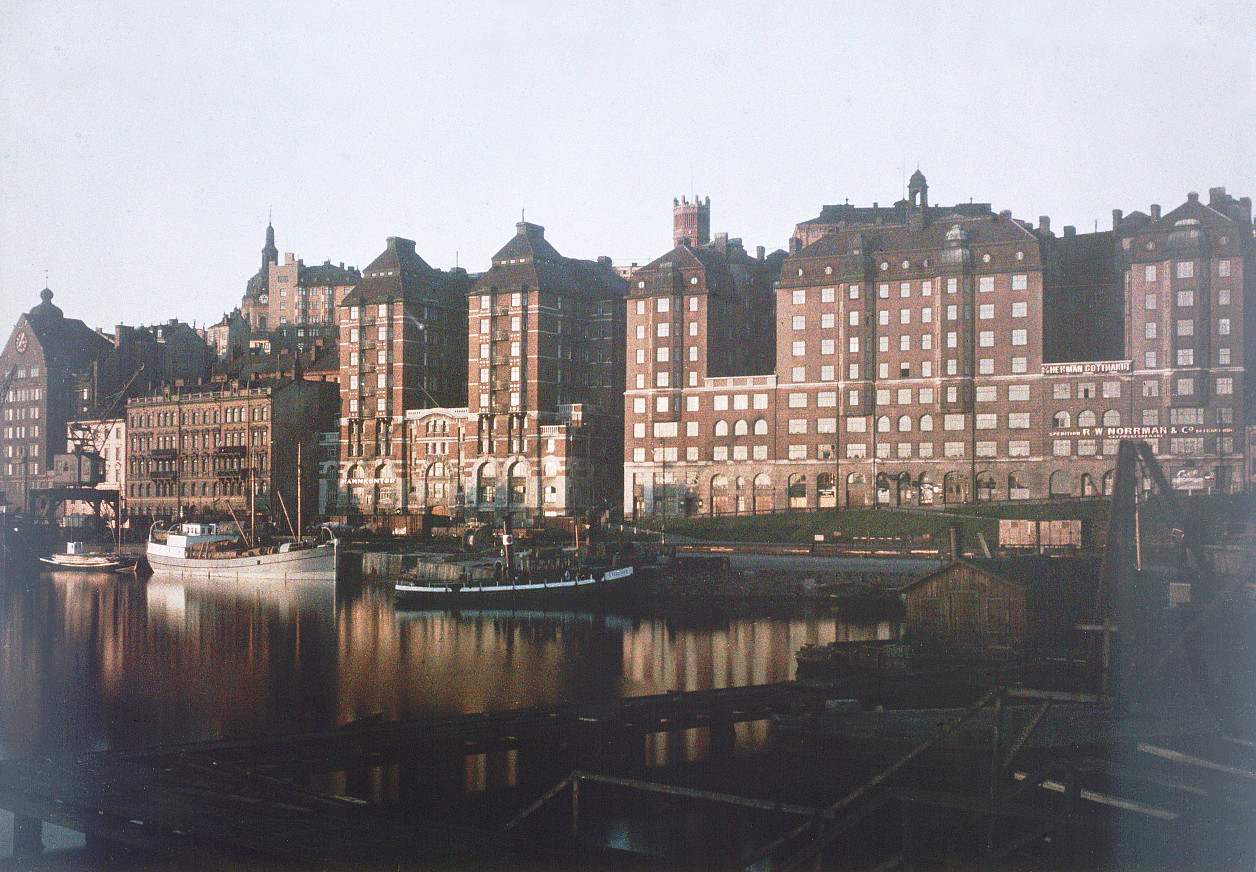
Drottsgården och KF-huset 1925.

Drottsgården var namnet på en byggnad i kvarteret Glasbruket nedra vid Stadsgården 14–16 på Södermalm i Stockholm. Byggnaden revs 1971 för att göra plats för nuvarande KF:s "Glashus".

## Historik

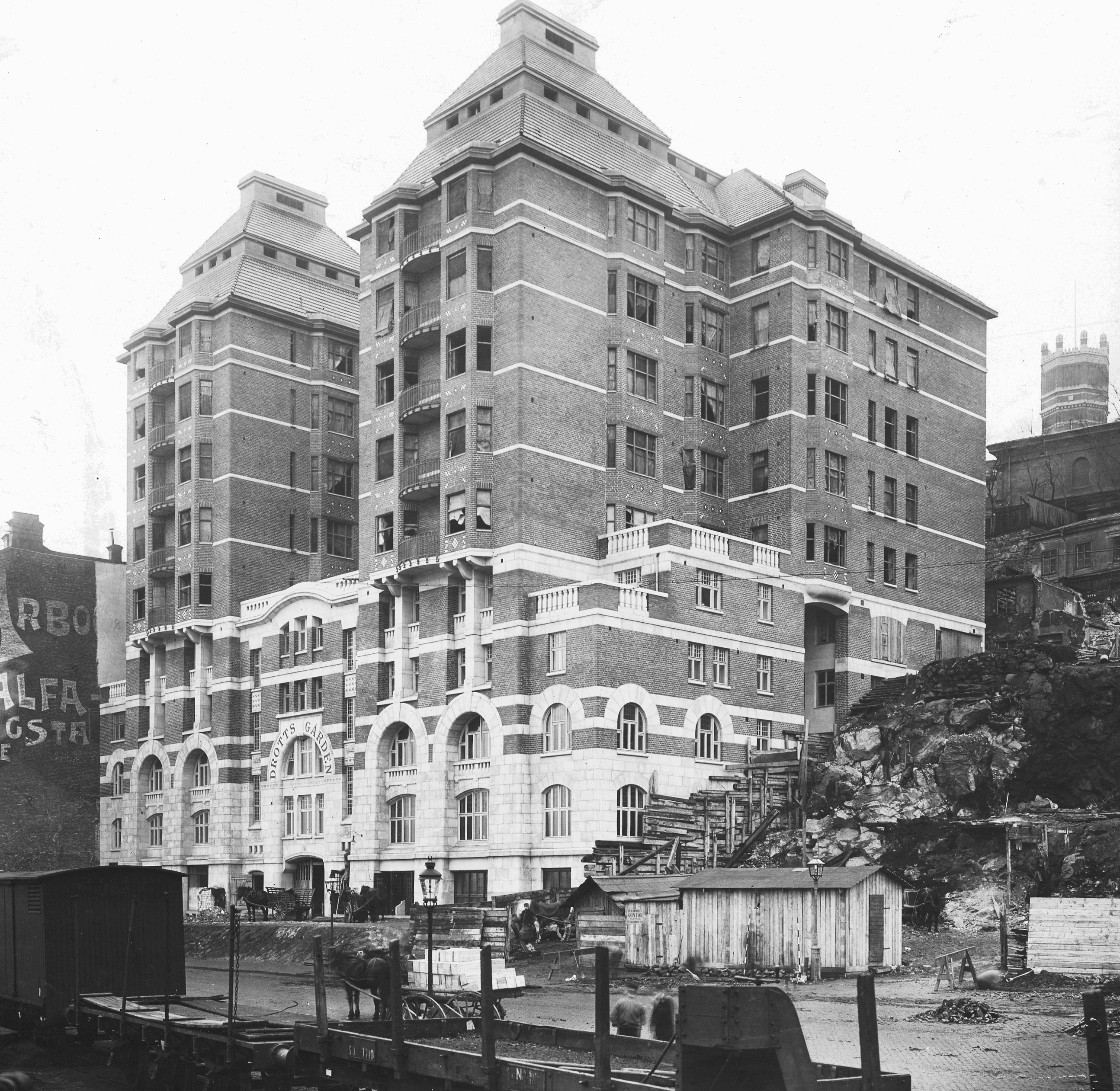
Drottsgården, just färdigbyggd, 1909.

Det höga jugendpalatset vid i det dåvarande kvarteret Glasbruket nedra (idag Borgmästaren) uppfördes 1909 enligt arkitekterna Rudolf Arborelius och Erik Landewalls ritningar för AB Drott. Vid denna tid ersattes den gamla branta Glasbruksgatan med den nya Katarinavägen som enligt en samtida artikel i Dagens Nyheter skulle bli stadens dittills dyraste gatuanläggning. De gamla husen försvann således och kom att ersättas av nya med en helt annan skala. Grannen i väster blev KF-husets stora komplex ritat av Gustaf Wickman och klart 1912. I kvarterets östra del restes byggnaden som idag kallas Sjömansinstitutets hus, klart 1914 och ritat av Axel Anderberg.  
AB Drotts hus väckte stort uppseende med sina tio våningar över Stadsgårdskajen och betecknades av tidningen som en skyskrapare. Högsta tillåtna höjd enligt byggnadsstadgan var vid tidpunkten 22 meter, men genom att projektet egentligen bestod av två hus ställda på varandra; ett nere vid Stadsgården och ett vid den högre liggande Katarinavägen, båda med laglig höjd, så kunde reglerna kringgås. En liknande lösning användes vid bygget av Sankt Erikspalatset. Arkitekterna var kluvna i den samtida livliga debatten huruvida söders siluett var dömd att offras. Det höga huset kom dock snart att följas av flera höga grannar så som KF-huset och Saltsjöbanans stationshus.
Byggnadens tegelfasader blev rik artikulerade med burspråk, balkonger och terrasser samt smyckade med valv, lister och omfattningar i ljus sandsten. Däröver reste sig branta tak i flera våningar. Drottsgården inrymde bland annat hamnkontoret för Stockholms Hamnar 1922-1967. 1913 flyttade konstnärsparet Isaac Grünewald och Sigrid Hjertén in i en av husets lägenheter med adressen Katarinavägen 13A. Man inrättade en gemensam ateljé uppe i det närbelägna Sjömansinstitutets hus och utsikten från Katarinaberget återfinns i flera av parets främsta verk.

## Husets vidare öden
Januari 1968 överlät Stockholms stad byggnaden åt Kooperativa Förbundet för att de skulle kunna bygga ett nytt huvudkontor på platsen. I utbyte fick staden markområden vid Lugnet i Nacka. Efter stora protester från allmänheten och även viss ockupation av Drottsgården sköts planerna upp. I mars 1969 utbröt en brand på Drottsgårdens vind vilken blev svårsläckt eftersom brandkårens stegar inte nådde ända upp. Man lyckades släcka branden genom att gå in från Katarinavägen. Skadornas omfattning ansågs inte så stora att huset behövdes rivas enligt brandkåren, men inga reparationer gjordes och 1971 revs huset till slut för att ge plats åt KF:s glashus.